# Lophostigma schunkei
Lophostigma schunkei är en kinesträdsväxtart som först beskrevs av Acev.-rodr., och fick sitt nu gällande namn av P. Acevedo-rodríguez. Lophostigma schunkei ingår i släktet Lophostigma och familjen kinesträdsväxter. Inga underarter finns listade i Catalogue of Life.